# Ясиноватка (заповідне урочище)
Ясиноватка — заповідне урочище місцевого значення. Об'єкт розташований на території Онуфріївського району Кіровоградської області, поблизу с. Куцеволівка.
Площа — 3 га, статус отриманий у 1978 році.